# Étienne de Courcelles
 (août 2023).
Étienne de Courcelles en latin Stephanus Curcellaeus, né à Genève le 2 mai 1586 et décédé le 20 mai 1659 à Amsterdam est un théologien protestant arminien.

## Biographie
Il est issu d'une vieille famille de Picardie. Ayant perdu son père très tôt, il est élevé par son proche parent, le prédicateur et professeur de théologie, Charles Perrot, Il apprit le grec avec le théologien Théodore de Bèze. En 1609, il eut l'intention d'aller à Leyde pour y entendre Jacobus Arminius, mais celui-ci décéda. Il quitta Genève, pour s’installer en France. Il fut prédicateur à Fontainebleau, où il assiste Louise de Coligny dans son lit de mort. Il passa quelques années à Amiens. Il refusa de prêter serment à la suite du synode de Dordrecht, mais il fut réintégré au synode de Charenton en 1623. Il devint prédicateur à Vitry en Champagne, où il resta jusqu'en 1634.
En 1634, il rejoignit la Confrérie des Remontrants en Hollande. Il travailla à l'imprimerie de Johannes Blaauw à Amsterdam. Après le décès de Simon Episcopius, il fut nommé professeur de théologie au séminaire d’Amsterdam poste qu’il occupa jusqu’en 1659. Durant 15 ans, il a largement contribué à la splendeur de l’école. Deux mois avant sa mort, il fut remplacé par Arnoldus Poelenburg.
Il fut un ardent défenseur de la philosophie de René Descartes dont il était un ami proche. Il a traduit en latin le Discours de la méthode et Les Météores. En 1653, La ville d’Amsterdam lui conféra les droits civils, un honneur qui n’avait jusque-là été attribué à aucun étranger.
Il s'est marié deux fois. D'abord avec Jeanne de Beaulieu le Blanc, avec qui il eut un fils, Gideon, et une fille, Maria. Gideon fut emprisonné à Kampen en 1648, car il prêchait secrètement aux remontrants. Plus tard, Gideon devint Pasteur à Noordwijk et à La Haye, où il mourut en 1672. Après le décès de sa première épouse, il s'est remarié avec Susanna Fleurigeon.